# Crotalaria mollii
Crotalaria mollii är en ärtväxtart som beskrevs av Roger Marcus Polhill. Crotalaria mollii ingår i släktet sunnhampor, och familjen ärtväxter. Inga underarter finns listade i Catalogue of Life.